# Кэри, Генри, 8-й виконт Фолкленд
Генри Томас Кэри, 8-й виконт Фолкленд (англ. Henry Thomas Cary, 8th Viscount Falkland; 27 февраля 1766 — 28 мая 1796) — шотландский пэр и офицер британской армии. Он носил титул учтивости — мастер Фолкленд с 1780 по 1785 год.

## Биография
Родился 27 февраля 1766 года. Старший сын Люшиуса Фердинанда Кэри, мастера Фолкленда (1735—1780), и его жены Энн Мэри Лейт, дочери полковника Александра Лейта. Внук Люшиуса Кэри, 7-го виконта Фолкленда (1707—1785).
В 1780 году после смерти своего отца Генри Кэри стал наследником своего деда, получив титул учтивости — мастер Фолкленд.
27 февраля 1785 года после смерти своего деда Генри Кэри унаследовал титулы 8-го виконта Фолкленда из Фолкленда в графстве Файф (Пэрство Шотландии) и 8-го лорда Кэри (Пэрство Шотландии).
Виконт Фолкленд служил в 19-м драгунском полку (1783—1785), 10-м драгунском полку (1785), 100-м пехотном полку (1785—1786), 43-м пехотном полку (1786—1787), 65-м пехотном полку (1767—1790) и 12-м пехотном полку (1790). В декабре 1785 года получил звание лейтенанта, а в декабре 1790 года он вышел в отставку в этом же звании. В ноябре 1793 года ему предложили звание энсина в 43-м пехотном полку, но он отказался.
30-летний виконт Фолкленд скончался холостым в гостинице «Белый лев» в Бате, графство Сомерсет, 28 мая 1796 года и был похоронен в этом городе. Его преемником стал его младший брат, Чарльз Джон Кэри, 9-й виконт Фолкленд.